# Élections municipales ivoiriennes de 1995
Les élections municipales ivoiriennes de 1995 ont lieu le 17 décembre 1995.